# Parti socialiste des travailleurs d'Iran
Le Parti socialiste des Travailleurs de l’Iran (en persan Hezb-é Kargaran-é Socialiste - HKS) était un parti politique communiste, de tendance trotskiste. Le HKS fut créé lors du congrès d’unification des Trotskistes Iraniens en février 1979 à Téhéran.

## Histoire
1979-1983 : Une histoire brève du Parti socialiste des Travailleurs d'Iran. 
Les fondateurs du parti étaient des étudiants Iraniens à l'étranger durant les années 1970 (essentiellement en Europe et aux États-Unis) et politiquement actif contre le régime de dictateur du Shah. En opposition avec le Stalinisme, le Maoïsme et les tendances « guérilleros », ils étaient Trotskistes et ont établi un lien direct avec la Quatrième Internationale - Secrétariat Unifié (QI-SU). Sur le plan politique ils ont basé leur activité sur la démarche du Programme de transition de Trotski et des quatre premiers congrès de l’Internationale communiste. À Londres, durant les années 1970, ils ont produit un journal théorique et politique appelé Kand-o Kav (Analyse).
C’est donc pendant la Révolution iranienne de 1979, qu’a eu lieu le congrès d'unification des Trotskistes Iraniens. Congrès qui a rassemblé notamment les partisans de la QI-SU et ceux du Parti socialiste des travailleurs (États-Unis) (SWP). À la suite de ce congrès, en février 1979, le Parti socialiste des Travailleurs d’Iran (Hezb-é Kargaran-é Socialiste - HKS) a été lancé. L'orientation du HKS était centrée sur la construction d’une organisation des travailleurs en Iran. 
Quelques mois après l’unification, une fraction de collaboration de classe, ayant des illusions envers le régime clérical-bourgeois Iranien de Khomeini a émergé. Très tôt un schisme a eu lieu et cette fraction a quitté le parti. Cette fraction a poursuivi ses activités « collaborationniste » sous le nom du Parti des Travailleurs Révolutionnaires (Hezb-é Kargaran-é Enghelabi - HKE) et ce jusqu'à ce qu'il se liquide quelques années plus tard. 
Durant les années 1979-1983, le HKS a produit des journaux hebdomadaires : Kargar (Travailleurs), Kargar-é Socialiste (Travailleurs Socialistes), Ché-Bayad Kard (Que faire ?), Nazm-é Kargar (Ordre de travailleurs). Une maison d’édition appelé Tali-e (l'avant-garde) a traduit en langue persane une dizaine d’œuvres de la littérature Marxiste classique.
En 1983, à la suite de la répression féroce du régime contre la gauche, quelques survivants membres du HKS ont dû quitter le pays et s’exiler à l’étranger. À Paris ils ont poursuivi leurs activités et ont publié un nouvel organe théorico-politique appelé Socialisme va Enghelab (Socialisme et Révolution) et ce jusqu'en 1989.